# Chastity
Chastity – amerykański dramat romantyczny z 1969 roku wyreżyserowany przez Alessio de Paola z udziałem piosenkarki Cher, będący jej pierwszą rolą filmową bez ówczesnego męża Sonny'ego Bono. 
W 1968 roku duet Sonny & Cher tracił popularność, między innymi dlatego, że młodzi ludzie nie zgadzali się z antynarkotykową postawą duetu i kojarzyli ich oraz ich muzykę ze starszym, bardziej konserwatywnym pokoleniem. Film Chastity miał ponownie nawiązać kontakt z młodszą publicznością, uczynić Cher gwiazdą filmową i wprowadzić Sonny'ego do biznesu filmowego. Para zainwestowała w film 500 000 dolarów z własnych pieniędzy, a nawet zastawiła meble ze swojej rezydencji w Bel Air, aby zebrać fundusze. Kiedy film poniósł porażkę, para straciła inwestycję i ostatecznie była winna rządowi Stanów Zjednoczonych 270 tysięcy dolarów podatków. Chociaż film otrzymał ogólnie słabe oceny od krytyków, to Cher dostała kilka pozytywnych recenzji za aktorstwo, jednak porażka zniechęciła ją do grania w filmach przez ponad dekadę.
Podczas kręcenia filmu Cher była w ciąży. Córka, która przyszła na świat w marcu 1969 roku otrzymała imię Chastity Bono.

## Obsada
- Cher –  Chastity
- Barbara London – Diana Midnight
- Stephen Whittaker – Eddie (aka Andre)
- Tom Nolan – Tommy
- Danny Zapien – Alfons
- Elmer Valentine – Kierowca ciężarówki
- Burke Rhind – Sprzedawca
- Richard Armstrong – Mąż
- Autumn – Prostytutka
- Joe Light – Ceremoniarz
- Dolly Hunt – Kobieta w kościele
- Jason Clark – Drugi kierowca ciężarówki

## Ścieżka dźwiękowa
W ramach promocji filmu wydano ścieżkę dźwiękową, składającą się prawie wyłącznie z utworów instrumentalnych, z wyjątkiem jednej piosenki śpiewanej przez Cher i wyprodukowanej przez Sonny'ego pt. „Chastity's Song (Band of Thieves)”, która została wydana jako singiel. Zarówno singiel jak i ścieżka dźwiękowa okazały się porażkami komercyjnymi i przyczyniły się do decyzji Atco Records, że Cher będzie współpracować z innym producentem nad jej kolejnym solowym albumem, 3614 Jackson Highway.